# Темниково (городской округ Шаховская)
Темниково — деревня в городском округе Шаховская Московской области России.

## Население
| 1852 | 1859 | 1926 | 2002 | 2006 | 2010 |
| ---- | ---- | ---- | ---- | ---- | ---- |
| 99   | ↘72  | ↗110 | ↘9   | ↘1   | ↗4   |

## География
Расположена примерно в 12 км к северо-востоку от районного центра — посёлка городского типа Шаховская, на левом берегу реки Хмелёвки, впадающей в Колпяну (бассейн Иваньковского водохранилища). Соседние населённые пункты — деревни Елинархово, Полежаево и Елизаветино.

## Исторические сведения
В 1769 году Темникова — деревня Колпского стана Волоколамского уезда Московской губернии в составе владения лейб-гвардии секунд-майора, князя Александра Алексеевича Шаховского. В деревне 4 двора и 10 душ.
В середине XIX века деревня Темниково относилось к 1-му стану Волоколамского уезда Московской губернии и принадлежала князю Валентину Михайловичу Шаховскому. В деревне было 9 дворов, крестьян 49 душ мужского пола и 50 душ женского.
В «Списке населённых мест» 1862 года — владельческая деревня 1-го стана Волоколамского уезда Московской губернии по левую сторону Московского тракта, шедшего от границы Зубцовского уезда на город Волоколамск, в 21 версте от уездного города, при речке Хмелевке, с 12 дворами и 72 жителями (36 мужчин, 36 женщин).
По данным на 1890 год входила в состав Кульпинской волости, число душ мужского пола составляло 46 человек.
В 1913 году — 13 дворов, кирпичный завод и имение Петровых.
По материалам Всесоюзной переписи населения 1926 года — деревня Елизаветинского сельсовета Раменской волости Волоколамского уезда, проживало 110 человек (42 мужчины, 68 женщин), насчитывалось 21 хозяйство (19 крестьянских), имелась школа.
С 1929 года — населённый пункт в составе Шаховского района Московской области.
1994—2006 гг. — деревня Белоколпского сельского округа Шаховского района.
2006—2015 гг. — деревня сельского поселения Раменское Шаховского района.
2015 — н. в. — деревня городского округа Шаховская Московской области.